# Seznam latvijskih tenisačev
Seznam latvijskih tenisačev.

## B
- Diāna Bukājeva

## G
- Laura Gulbe
- Ernests Gulbis

## D
- Līga Dekmeijere
- Ģirts Dzelde

## E
- Dārta-Elizabete Emuliņa

## J
- Andis Juška

## K
- Irina Kuzmina

## L
- Kārlis Lejnieks
- Mikelis Libietis

## M
- Diāna Marcinkēviča

## N
- Larisa Neiland

## O
- Jeļena (Aļona) Ostapenko

## P
- Deniss Pavlovs
- Janis Podzus
- Martins Podzus

## S
- Anastasija Sevastova

## Š
- Trīna Šlapeka

## V
- Oskars Vaskis
- Daniela Vismane